# 戀歌與雨天
《戀歌與雨天》（日语：恋音と雨空），是日本音乐团体AAA的第38张单曲，於2013年9月4日由Avex trax发售。

## 概要
- A面曲《戀歌與雨天》為H.I.S.中部秋天競選活動的廣告歌曲、亦是伊藤洋華堂「WARM STYLE」、「あったかほっこりシリーズ」的電視廣告歌曲。
- B面曲《MASK》為電影「Tiger Mask」的主題曲，並收錄於混音專輯《Driving MIX》內。
- 此單曲有3個版本，分別有「CD+DVD（Jacket A）」、「CD ONLY（Jacket B）」和「mu-mo shop限定盤」。「CD+DVD（Jacket A）」收錄了《戀歌與雨天》的PV和Making。
- 在9月16日於公信榜单曲週排行榜取得第3位。
- 在第55屆日本唱片大獎獲得「優秀作品獎」，同年年末在第64回NHK紅白歌合戰演唱其歌曲。2015年在第66回NHK紅白歌合戰再次以此曲登埸。
- 《戀歌與雨天》的PV於YouTube公開後，播放次數至今超過7000萬次，在Avex官方Youtube頻道排行第2，同時也是該組合在Youtube上播放次數最多的PV。

## 收錄内容

### CD+DVD（Jacket A）
CD
1. 戀歌與雨天
（作曲、作詞︰岡村洋佑、Rap詞：Mitsuhiro Hidaka）
2. MASK
（作曲︰Yuji Inoue、Rap詞：Mitsuhiro Hidaka、歌詞：Kenn Kato、編曲：ats-）
3. 戀歌與雨天 (Instrumental)
4. MASK (Instrumental)

DVD
1. 戀歌與雨天（Music Clip）
2. 戀歌與雨天（Music Clip Making）

### CD ONLY（Jacket B）
1. 戀歌與雨天
2. MASK
3. 戀歌與雨天 (Instrumental)
4. MASK (Instrumental)

### CD（mu-mo shop限定盤）
1. 戀歌與雨天
2. MASK
3. Think about AAA 7th Anniversary 〜season 29〜
4. Think about AAA 7th Anniversary 〜season 30〜

## 站外鏈接
1. ↑  .   [2014-01-07]. （原始内容存档于2020-05-01）.